# 永富省
永富省（越南语：／）是越南從1968年到1996年期間的省份，省莅越池市，今属永福省和富壽省。

## 地理位置
北邊接壤黃連山省、河宣省和北太省，東邊接壤河內市，南邊接壤河內市和河山平省，西邊接壤山羅省。

## 面积人口
1976年，永富省面積為5187平方千米，人口159.1萬。1979年，面積為4630平方千米，人口1,429,900人。1991年，面積為4823平方千米，人口2,081,043人。

## 歷史
1968年1月26日，永福省和富寿省合并为永富省，省莅越池市。
永富省下辖越池市、富寿市社、福安市社、永安市社和平川县、锦溪县、多福县、端雄县、夏和县、金英县、临洮县、立石县、扶宁县、三阳县、三农县、青波县、清山县、清水县、永祥县、安乐县、安朗县、安立县18个县。
1976年6月26日，福安市社并入安朗县。
1977年7月5日，多福县和金英县、省直辖春和市镇合并为朔山县，平川县、安朗县、安乐县4社和金英县2社合并为麊泠县，永祥县和安乐县合并为永乐县，立石县和三阳县合并为三岛县，三农县和清水县合并为三清县，安立县、锦溪县和夏和县10社合并为洮江县，夏和县、端雄县、青波县和扶宁县7社合并成泸江县，临洮县和扶宁县合并为峰州县，扶宁县2社、临洮县1社和永祥县2村划归越池市管辖，三阳县2社和省直辖三岛市镇划归永安市社管辖，青波县1社划归富寿市社管辖。
1978年12月29日，麊泠县和朔山县划归河内市。
1979年2月26日，三岛县析置立石县，麊泠县剩余14社和三岛农场市镇划归三岛县，剩余4社划归永乐县。
1980年，永富省下辖越池市、富寿市社、永安市社3市和三岛县、三清县、立石县、永乐县、洮江县、泸江县、峰州县、清山县8县。
1980年12月22日，洮江县析置安立县，泸江县分设为端雄县和青和县，泸江县4社划归峰州县管辖。
1991年8月12日，河内市麊泠县重新划归永富省。
1995年10月7日，永乐县分设为永祥县和安乐县，洮江县10社划归青和县管辖，青和县分设为青波县和夏和县。
1996年，永富省下辖越池市、富寿市社、永安市社3市和端雄县、夏和县、立石县、麊泠县、峰州县、洮江县、三岛县、三清县、青波县、清山县、永祥县、安乐县、安立县13县。
1996年11月6日，永富省重新分设为永福省和富寿省；永福省下辖永安市社和立石县、麊泠县、三岛县、永祥县、安乐县5县，省莅永安市社；富寿省下辖越池市、富寿市社和端雄县、夏和县、峰州县、洮江县、三清县、青波县、清山县、安立县8县，省莅越池市。

## 行政区划
1996年，永富省下辖1市2市社13县。
- 越池市
- 富寿市社
- 永安市社
- 端雄县
- 夏和县
- 立石县
- 麊泠县
- 峰州县
- 洮江县
- 三岛县
- 三清县
- 青波县
- 清山县
- 永祥县
- 安乐县
- 安立县